# Rauvolfia cubana
Rauvolfia cubana är en oleanderväxtart som beskrevs av A.Dc.. Rauvolfia cubana ingår i släktet Rauvolfia och familjen oleanderväxter. Inga underarter finns listade i Catalogue of Life.